# 魚釣島灯台
尖閣諸島灯台（魚釣島灯台）（うおつりしまとうだい）は、沖縄県石垣市・尖閣諸島の魚釣島の西端に建つ灯台。

## 灯台の建設と譲渡
1978年（昭和53年）8月11日、日本青年社が尖閣諸島上陸決死隊を結成し尖閣諸島に上陸、柱型の点滅式灯台を建設し、同13日に点灯した。これ以降、2005年（平成17年）に日本政府に譲渡されるまでの間、同社により毎年維持管理が行われた。初代灯台の電源は容量250日程度のバッテリーであった。1980年（昭和55年）付近を航行中のフィリピン船籍の貨物船が台風により遭難したが、この灯台を発見したことにより乗組員23名全員が無事救助されている。1988年（昭和63年）6月、同社が尖閣諸島上陸10周年を記念してアルミ軽合金のやぐら型の灯台に改築しバッテリーも太陽電池式とした。1996年（平成8年）には北小島に柱型の灯台を建設した。同年11月、台湾の上陸者により北小島灯台が破壊されたが12月には同社により修復された。
2004年（平成16年）7月31日、内閣官房が日本青年社会長に、「尖閣諸島灯台（魚釣島灯台）を正式に海図に記載し今後は日本政府が維持管理を引き継ぐ」との申し出を行い、2005年（平成17年）2月3日には同会長が内閣府にて内閣参事官と面会し灯台を国に無償譲渡することを伝えた。民法の規定により灯台は国庫帰属財産となり、2005年（平成17年）2月9日午前3時00分の海上保安庁の航行警報をもって正式に灯台が国有化された。以降、航路標識法に基づく所管航路標識として海上保安庁が保守・管理している。年に一回程度、同庁の職員がランプ交換等の保守点検を実施している。14日には官報に国有化されたことが記載され、同25日には灯台が記載された海図が発売された。

## 歴史
- 1978年（昭和53年）8月13日- 日本青年社が灯台を建設。
- 1988年（昭和63年） - 日本青年社が灯台建設10周年を記念して灯台を新調し、航路標識法に基づく灯台としての認可を申請。
- 1996年（平成8年） - 日本青年社が、北小島に第二灯台を建設し、日本政府に海図への記載を求める。
- 2005年（平成17年）2月9日 - 日本青年社が灯台を日本政府に寄贈するため政府と交渉を行なったところ、要求が認められ所有権を放棄、海上保安庁に譲渡された。以後、国有財産たる尖閣諸島灯台（魚釣島灯台）として管理され[6]、海図にも記載されている。

## 周辺情報
- 奈良原岳